# Diskografie AC/DC
Tento článek obsahuje kompletní diskografii australské hard rockové kapely AC/DC.

## Studiová alba

### Vydaná v Austrálii
- 1975: High Voltage #7 Aus
- 1975: T.N.T. #2 Aus
- 1976: Dirty Deeds Done Dirt Cheap
- 1977: Let There Be Rock #20 Aus
- 1978: Powerage #26 UK #133 US
- 1979: Highway to Hell #13 Aus #8 UK #17 US
- 1980: Back in Black #2 Aus #1 UK #4 US
- 1981: For Those About to Rock (We Salute You) #3 Aus #3 UK #1 US
- 1983: Flick of the Switch #3 Aus #7 UK #15 US
- 1985: Fly on the Wall #5 Aus #8 UK #32 US
- 1986: Who Made Who #3 Aus #11 UK #33 US
- 1988: Blow Up Your Video #2 UK #12 US
- 1990: The Razors Edge #1 Aus #4 UK #2 US
- 1995: Ballbreaker #6 UK #4 US
- 1997: Volts (Součást boxsetu Bonfire)
- 2000: Stiff Upper Lip Tour Edition #3 Aus #7 US

### Vydaná mezinárodně
- 1976: High Voltage #146 US 3× Platinum
- 1976: Dirty Deeds Done Dirt Cheap #3 US 6× Platinum
- 1977: Let There Be Rock #17 UK #155 US 2× Platinové
- 1978: Powerage #26 UK #133 US Platinové
- 1979: Highway to Hell #13 Aus #8 UK #17 US 7× Platinové
- 1980: Back in Black #2 Aus #1 UK #4 US 21× Platinové
- 1981: For Those About to Rock We Salute You #3 Aus #3 UK #1 US 4× Platinové
- 1983: Flick of the Switch #3 Aus #7 UK #15 US Platinové
- 1984: '74 Jailbreak #76 US Platinové
- 1985: Fly on the Wall #5 Aus #8 UK #32 US Platinové
- 1986: Who Made Who #3 Aus #11 UK #33 US 5× Platinové
- 1988: Blow Up Your Video #2 UK #12 US Platinové
- 1990: The Razors Edge #1 Aus #4 UK #2 US 5× Platinové
- 1995: Ballbreaker #6 UK #4 US 2× Platinové
- 1997: Volts (Součást boxsetu Bonfire)
- 2000: Stiff Upper Lip #3 Aus #7 US Platinové
- 2008: Black Ice
- 2014: Rock or bust
- 2020: Power Up

## Koncertní alba
- 1978: If You Want Blood You've Got It #13 UK #113 US Platinové
- 1992: Live #1 Aus #5 UK #15 US 3× Platinové
  - 1992: Live: 2 CD Collector's Edition 2× Platinové
- 1997: Live from the Atlantic Studios (Součást boxsetu Bonfire)
- 1997: Let There Be Rock: The Movie (Součást boxsetu Bonfire)
- 2011: Live at River Plate

## Video alba
Tato díla byla vydána mezinárodně, pokud není uvedeno jinak.
- 1980: AC/DC: Let There Be Rock
- 1985: Fly on the Wall
- 1986: Who Made Who
- 1989: AC/DC (Pouze Austrálie)
- 1991: Clipped
- 1993: For Those About to Rock We Salute You
- 1996: No Bull
- 2001: Stiff Upper Lip
- 2003: Live at Donington
- 2003: Live '77 (Pouze Japonsko)
- 2004: Toronto Rocks
- 2005: Family Jewels
- 2007: Plug Me In
- 2011: Live at River Plate

## Box sety
- AC/DC Volume 1, Vydáno v Austrálii v listopadu 1981.
  - High Voltage (Aus.)
  - T.N.T.
  - Dirty Deeds Done Dirt Cheap
  - Let There Be Rock
  - Powerage
  - Highway To Hell
  - 12" Cold Hearted Man maxi single
- AC/DC Volume 2, Vydáno v Austrálii v listopadu 1987.
  - Back in Black
  - For Those About to Rock
  - Flick of the Switch
  - Fly on the Wall
  - Who Made Who
- Boom Box, Vydáno v roce 1995
  - High Voltage (Aus.)
  - T.N.T.
  - Dirty Deeds Done Dirt Cheap (Aus.)
  - Let There Be Rock (Aus.)
  - Powerage
  - If You Want Blood
  - Highway to Hell
  - Back in Black
  - For Those About to Rock
  - Flick of the Switch
  - Fly on the Wall
  - Who Made Who
  - Blow Up Your Video
  - The Razors Edge
  - Live: 2 CD Collector's Edition
- Bonfire, Vydáno v roce 1997
  - Live from the Atlantic Studios
  - Let There Be Rock: The Movie
  - Volts
  - Back in Black
- AC/DC Box Set - In The 20th Century, Vydáno v listopadu 2000.
  - High Voltage
  - Dirty Deeds Done Dirt Cheap
  - Let There Be Rock
  - Powerage
  - If You Want Blood
  - Highway to Hell
  - Back in Black
  - For Those About to Rock
  - Flick of the Switch
  - '74 Jailbreak
  - Fly on the Wall
  - Who Made Who
  - Blow Up Your Video
  - The Razors Edge
  - Live: 2 CD Collector's Edition
  - Ballbreaker
- 17 Album Box Set, Vydáno v Austrálii v roce 2002.
  - High Voltage (Aus.)
  - T.N.T.
  - Dirty Deeds Done Dirt Cheap (Aus.)
  - Let There Be Rock (Aus.)
  - Powerage
  - If You Want Blood
  - Highway to Hell
  - Back in Black
  - For Those About to Rock
  - Flick of the Switch
  - Fly on the Wall
  - Who Made Who
  - Blow Up Your Video
  - The Razors Edge
  - Live: 2 CD Collector's Edition
  - Ballbreaker
  - Stiff Upper Lip

## Soundtracky

### Podíl na soudtracích
- 1993: Last Action Hero: Music From The Original Motion Picture Skladba 1: „Big Gun“
- 1996: Beavis and Butt-Head Do America: Original Motion Picture Soundtrack Skladba 11: „Gone Shootin'“
- 1997: Howard Stern's Private Parts: The Album Skladba 26: "You Shook Me All Night Long (Live)"

### Singly
| Rok  | Píseň                                                                   | U.S. | U.S. Rock | UK | AUS | Album                       |
| ---- | ----------------------------------------------------------------------- | ---- | --------- | -- | --- | --------------------------- |
| 1974 | "Can I Sit Next to You" / "Rockin' in the Parlour"                      | -    | -         | -  | -   |                             |
| 1975 | "Baby, Please Don't Go" / "Love Song"                                   | -    | -         | -  | 10  | High Voltage                |
| 1975 | "High Voltage" / "Soul Stripper"                                        | -    | -         | -  | -   | High Voltage                |
| 1975 | "It's a Long Way to the Top" / "Can I Sit Next to You Girl"             | -    | -         | -  | -   | T.N.T.                      |
| 1976 | "High Voltage" / "Live Wire"                                            | -    | -         | -  | -   | T.N.T.                      |
| 1976 | "T.N.T." / "Rocker"                                                     | -    | -         | -  | -   | T.N.T.                      |
| 1976 | "Jailbreak" / "Fling Thing"                                             | -    | 33        | -  | -   | Dirty Deeds Done Dirt Cheap |
| 1976 | "Dirty Deeds Done Dirt Cheap" / "R.I.P. (Rock in Peace)"                | -    | 4         | -  | -   | Dirty Deeds Done Dirt Cheap |
| 1977 | "Love at First Feel" / "Problem Child"                                  | -    | -         | -  | -   | Dirty Deeds Done Dirt Cheap |
| 1977 | "Dog Eat Dog" / "Carry Me Home"                                         | -    | -         | -  | -   | Let There Be Rock (Aus.)    |
| 1977 | "Let There Be Rock" / "Problem Child"                                   | -    | -         | -  | -   | Let There Be Rock           |
| 1977 | "Let There Be Rock Pt.1" / "Let There Be Rock Pt. 2"                    | -    | -         | -  | -   | Let There Be Rock (Aus.)    |
| 1978 | "Whole Lotta Rosie" / "Dog Eat Dog"                                     | -    | -         | 36 | -   | Let There Be Rock           |
| 1978 | "Rock 'n' Roll Damnation" / "Cold Hearted Man"                          | -    | -         | -  | -   | Powerage                    |
| 1978 | "Rock 'n' Roll Damnation" / "Sin City"                                  | -    | -         | 24 | -   | Powerage                    |
| 1978 | "Rock 'n' Roll Damnation" / "Kicked In The Teeth"                       | -    | -         | -  | -   | Powerage                    |
| 1979 | "Highway to Hell" / "If You Want Blood (You've Got It)"                 | 47   | -         | -  | -   | Highway to Hell             |
| 1979 | "Girls Got Rhythm" / "Get It Hot"                                       | -    | -         | -  | -   | Highway to Hell             |
| 1980 | "Touch Too Much" / "Live Wire" (live) / "Shot Down In Flames" (live)    | -    | -         | 29 | -   | Highway to Hell             |
| 1980 | "You Shook Me All Night Long" / "Have a Drink on Me"                    | 35   | -         | 38 | -   | Back in Black               |
| 1981 | "Back in Black"                                                         | 37   | 51        | -  | -   | Back in Black               |
| 1981 | "Rock and Roll Ain't Noise Pollution" / "Hells Bells"                   | -    | 50        | 15 | -   | Back in Black               |
| 1982 | "Let's Get It Up" / "Snowballed"                                        | -    | 9         | 13 | -   | For Those About to Rock     |
| 1982 | "For Those About to Rock" / "Let There Be Rock" (live)                  | -    | 4         | 15 | -   | For Those About to Rock     |
| 1982 | "Put the Finger on You" / "Spellbound"                                  | -    | 38        | -  | -   | For Those About to Rock     |
| 1983 | "Guns For Hire" / "Landslide"                                           | -    | 37        | -  | -   | Flick of the Switch         |
| 1983 | "Nervous Shakedown" / "Brain Shake"                                     | -    | 35        | -  | -   | Flick of the Switch         |
| 1983 | "Flick of the Switch" / "Badlands"                                      | -    | 26        | -  | -   | Flick of the Switch         |
| 1985 | "Danger" / "Back in Business"                                           | -    | 48        | -  | -   | Fly on the Wall             |
| 1985 | "Danger" / "Hell or High Water"                                         | -    | -         | -  | -   | Fly on the Wall             |
| 1985 | "Sink the Pink" / "Back In Business"                                    | -    | -         | -  | -   | Fly on the Wall             |
| 1986 | "Shake Your Foundations" / "Stand Up"                                   | -    | 24        | -  | -   | Fly on the Wall             |
| 1986 | "Who Made Who" (mix) / "Guns For Hire" (live)                           | -    | 23        | 16 | -   | Who Made Who                |
| 1988 | "Heatseeker" / "Go Zone" / "Snake Eye"                                  | -    | 20        | 12 | -   | Blow Up Your Video          |
| 1988 | "That's The Way I Wanna Rock 'n' Roll" / Borrowed Time"                 | -    | 28        | 22 | -   | Blow Up Your Video          |
| 1990 | "Thunderstruck" / "Fire Your Guns"                                      | -    | 5         | 13 | 4   | The Razors Edge             |
| 1990 | "Moneytalks" / "Mistress for Christmas" / "Down On The Borderline"      | -    | 3         | 36 | 21  | The Razors Edge             |
| 1990 | "Moneytalks" / "Mistress For Christmas" / "Borrowed Time"               | 23   | -         | -  | -   | The Razors Edge             |
| 1991 | "Are You Ready" / "Got You by the Balls"                                | -    | 16        | 34 | 18  | The Razors Edge             |
| 1992 | "Highway To Hell" (live) / "Hells Bells" (live)                         | -    | 29        | 14 | 29  | Live                        |
| 1992 | "Bonny" - "Highway To Hell" (live) / "Hells Bells" (live)               | -    | -         | -  | -   | Live                        |
| 1993 | "Dirty Deeds Done Dirt Cheap" (live) / "Shoot to Thrill" (live)         | -    | -         | -  | -   | Live                        |
| 1993 | "Big Gun" / "For Those About to Rock" (live) / "Shoot to Thrill" (live) | -    | 1         | 23 | 19  |                             |
| 1996 | "Hard as a Rock" / "Caught With Your Pants Down"                        | -    | 1         | 33 | 14  | Ballbreaker                 |
| 1996 | "Hail Caesar" / "Whiskey On the Rocks" / "Whole Lotta Rosie" (live)     | -    | -         | -  | -   | Ballbreaker                 |
| 1996 | "Cover You in Oil" / "Love Bomb" / "Ballbreaker"                        | -    | 9         | -  | 49  | Ballbreaker                 |
| 1997 | "Dirty Eyes"                                                            | -    | 6         | -  | -   | Volts                       |
| 2000 | "Stiff Upper Lip" / "Hard As A Rock" (live) / "Ballbreaker" (live)      | -    | 1         | -  | -   | Stiff Upper Lip             |
| 2000 | "Safe in New York City" / "Cyberspace" / "Back in Black" (live)         | -    | 21        | -  | -   | Stiff Upper Lip             |
| 2001 | "Satellite Blues" / "Let There Be Rock" (live)                          | -    | 7         | -  | 23  | Stiff Upper Lip             |
| 2008 | "Rock "n" roll train"/"Big Jack"                                        | -    | 45        | -  | -   | Black Ice                   |
| 2009 | "Anything Goes"/"Money Made"                                            | -    | -         | -  | -   | Black Ice                   |
| 2011 | "Shoot to Thrill" (Live)                                                | -    | -         | -  | -   | Live at River Plate         |
| 2014 | "Play Ball"                                                             | 53   | 53        | 39 | -   | Rock or Bust                |
| 2014 | "Rock or Bust"                                                          | -    | -         | 47 | -   | Rock or Bust                |
| 2015 | "Rock the Blues Away"                                                   | -    | -         | -  | -   | Rock or Bust                |

## Remasters

### První část
Vydáno 18. února 2003. Vydaná alba:
- High Voltage (1976)
- Highway to Hell (1979)
- Live (1992)
- Dirty Deeds Done Dirt Cheap (1976)
- Back in Black (1980)
- Live: 2 CD Collector's Edition (1992)

### Druhá část
Vydáno 8. dubna 2003. Vydaná alba:
- Let There Be Rock (1977)
- For Those About to Rock We Salute You (1981)
- The Razors Edge (1990)
- Powerage (1978)
- Who Made Who (1986)

### Třetí část
VYdáno 20. května 2003. Vydaná alba:
- If You Want Blood You've Got It (1978)
- '74 Jailbreak (1984)
- Blow Up Your Video (1988)
- Flick of the Switch (1981)
- Fly on the Wall (1985)

### Zbývající alba
- Ballbreaker (1995) Vydáno 24. ledna 2005 (UK) / 18. října 2005 (U.S.)
- Bonfire (1997) Vydáno 15. září, 2003 (Evropa) / 9. září 2003 (U.S.)
- Stiff Upper Lip (2000) Vydáno 24. ledna 2005 (UK)/ 17. dubna 2007 (U.S.)